# Península de Hut Point

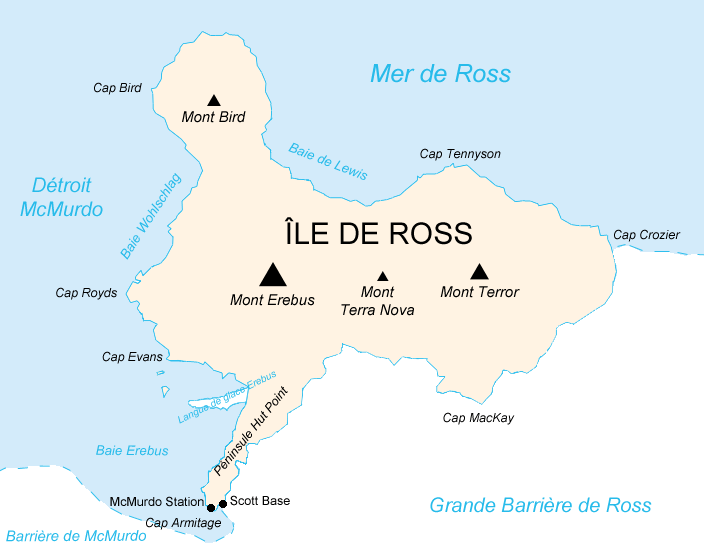
Mapa de la isla de Ross mostrando la península de Hut Point.

La península de Hut Point es una larga península de la isla de Ross, en la Antártida.

## Geografía

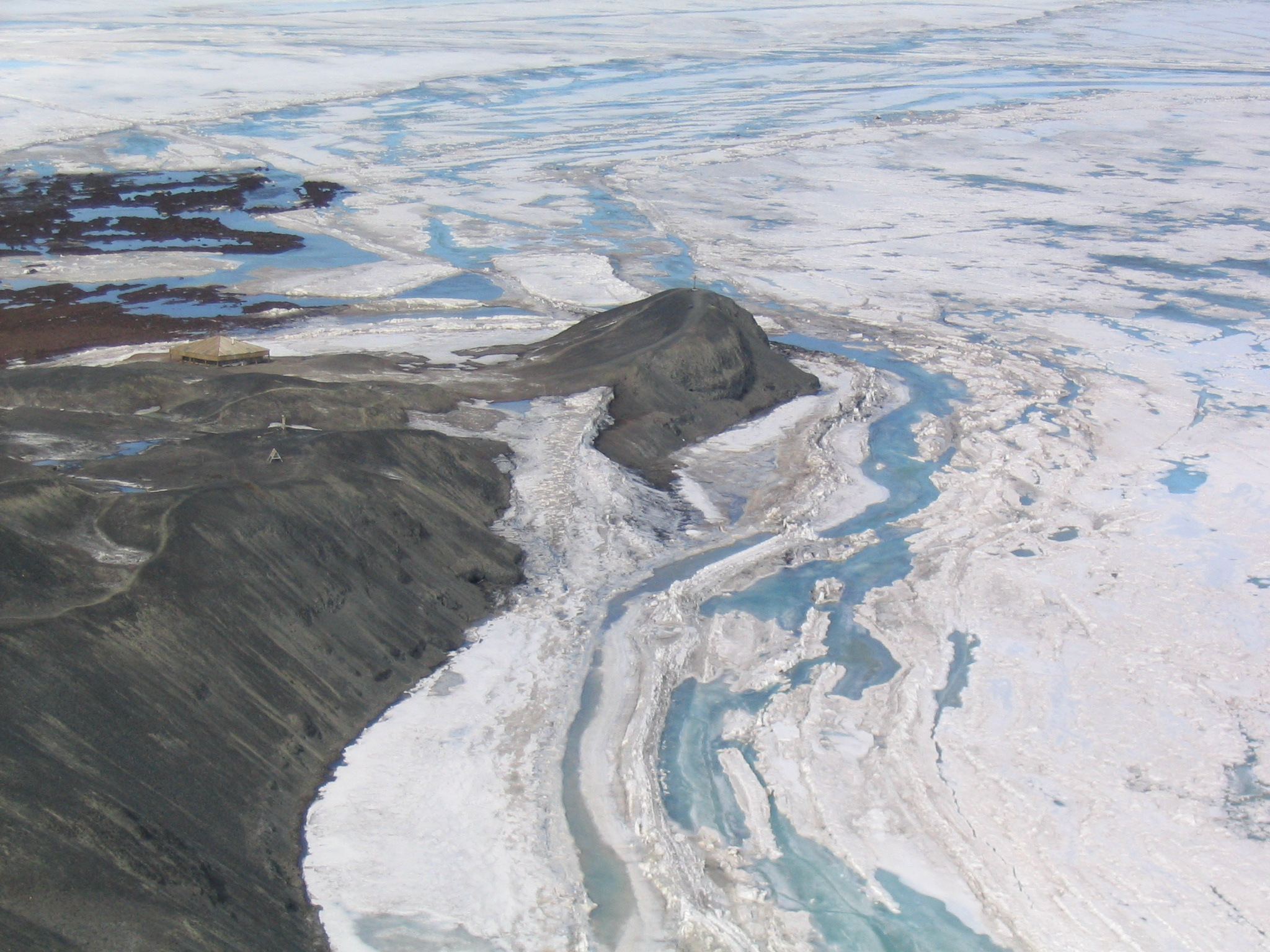
Fotografía aérea de Hut Point.

La península de Hut Point se encuentra en la Antártida, al sur de la isla de Ross. Tiene su origen en la vertiente meridional del monte Erebus, y se adentra 24 km en dirección sudoeste en el mar de Ross. Tiene una anchura media de 4,8 km. Las aguas de la bahía Erebus que forman parte del estrecho de McMurdo y que la bañan en sus costas oeste y sur están libres de hielo durante el verano, pero la barrera de hielo de Ross se extiende hasta las costas orientales. El glaciar Erebus se adentra en la bahía Erebus desde el inicio de la península.
El extremo de esta península se denomina Hut Point, es decir, Punta Hut o Punta de la Cabaña, porque en esa punta instaló una cabaña  Robert Falcon Scott en su primera expedición Discovery a la Antártida, previa a su famosa expedición Terra Nova al Polo Sur. 
La base neozelandesa Base Scott y la estación estadounidense McMurdo se encuentran en el extremo sur de la península, no muy lejos del aeródromo habilitado en la barrera de hielo de Ross, al sudeste de la península.

## Historia
El campamento base de la expedición Discovery (1901-1904) dirigida por Robert Falcon Scott fue construido en el lugar llamado Hut Point, situado a 1,6 km al noroeste del cabo Armitage, al sur de la península.
El nombre actual de la península se lo dieron los miembros de la expedición Terra Nova (1910-1913) que permanecían en el cabo Evans y utilizaron el refugio de la expedición Discovery.